# Ивановское (деревня, Дмитровский городской округ)
Ивановское — деревня в Дмитровском районе Московской области, в составе сельского поселения Костинское. Население — 4 чел. (2010). До 2006 года Ивановское входило в состав Гришинского сельского округа.

## Расположение
Деревня расположена в юго-восточной части района, примерно в 10 км на юго-восток от Дмитрова, на левом берегу реки Яхромы, высота центра над уровнем моря 168 м. Ближайшие населённые пункты — Шадрино на востоке, Ваньково на северо-востоке и Андрейково на юге.

## Население
| 2002 | 2006 | 2010 |
| ---- | ---- | ---- |
| 5    | ↘0   | ↗4   |